# 나균안
나균안(羅畇雁, 1998년 3월 16일~)은 대한민국의 야구 선수로 현재 KBO 리그 팀인 롯데 자이언츠에서 투수로 활동하고 있다. 개명 전 이름은 '나종덕(羅種德)'이다.

## 아마추어 경력
마산용마고등학교 1학년 때부터 고교 포수 최대어로 불렸다. 신인 드래프트에서 강민호의 백업 포수가 필요했던 롯데 자이언츠에 2차 1순위 지명을 받아 입단했다.

## 프로 선수 경력
2017년 6월 30일 NC 다이노스와의 경기에서 강민호와 교체되며 데뷔전을 치렀으나, 타석에는 들어서지 못했다. 2018년 5월 31일 LG 트윈스와의 경기에서 고우석을 상대로 데뷔 첫 홈런을 기록했다. 하지만 수비와 타격에서 좋은 평가를 받지 못해 팬들로부터 비난을 많이 받았고, 때마침 안중열의 상무 입대까지 겹치면서 롯데 자이언츠는 한동안 포수난을 겪어야 했다.
2020년 시즌 전 전지훈련 도중 왼팔 유구골 골절상을 당해 귀국하고 재활한 후, 2군에서 투수로 나서기 시작했다. 2020년 5월 7일 상무와의 2군 경기에서 투수로 첫 등판했고, 경기에서 2이닝 2실점(1자책)을 기록했다.
2020년 7월에 완전히 투수로 전향하기로 한 그는 관리 차원에서 2020년에는 1군에 등판하지 않고, 2021년부터 본격적으로 1군 등판을 시작했다. 투수 전향 후에는 좋은 평가를 받았고, 박세웅, 윤동희와 함께 2022년 아시안 게임 국가대표로 선발되며 야구 금메달을 획득해 병역 특례를 받았다.

한편, 고교(용마고) 후배 장현석(당시 고교생)과 함께 2022년 아시안 게임 금메달로 병역 특례를 받았는데 단일 학교 출신 2명 이상 투수가 병역특례를 받은 건 2022년 아시안 게임 당시 본인(나균안) 장현석(이상 용마고) 외에도 1983년 민문식 한희민 (이상 세광고)(아시아야구선수권 금메달) 1998년 서재응 김병현 (이상 광주일고)(아시안게임 금메달) 2022년 박세웅 원태인 (이상 경북고)(아시안게임 금메달)이 있다.

## 별명
- 2018년 시즌 전 강민호가 FA 자격을 얻어 삼성 라이온즈로 이적한 후 롯데 자이언츠의 주전 포수 유력 후보로 거론된 나원탁과 함께 영화 '라라랜드'에서 따온 '나나랜드'로 불린다.
- 바람을 피어서 바람둥이다

## 수상
- 2013년 제 60회 전국 중학 야구 선수권 대회 감투상

## 국가대표 경력
- 제 11회 아시아 청소년 야구 선수권 대회
- 2022년 아시안 게임

## 출신 학교
- 경남 무학초등학교
- 경남 신월중학교
- 마산용마고등학교

## 통산 기록 (타자)
| 연도 | 팀명  | 타율  | 경기 | 타수 | 득점 | 안타 | 2루타 | 3루타 | 홈런 | 루타 | 타점 | 도루 | 도실 | 볼넷 | 사구 | 삼진 | 병살 | 실책 |
| ---- | ----- | ----- | ---- | ---- | ---- | ---- | ----- | ----- | ---- | ---- | ---- | ---- | ---- | ---- | ---- | ---- | ---- | ---- |
| 2017 | 롯데  | 0.000 | 5    | 4    | 0    | 0    | 0     | 0     | 0    | 0    | 0    | 0    | 0    | 0    | 0    | 2    | 0    | 0    |
| 2018 | 롯데  | 0.124 | 106  | 177  | 15   | 22   | 3     | 0     | 2    | 31   | 11   | 0    | 0    | 12   | 5    | 85   | 2    | 4    |
| 2019 | 롯데  | 0.124 | 104  | 185  | 12   | 23   | 4     | 0     | 3    | 36   | 13   | 0    | 0    | 9    | 6    | 88   | 5    | 5    |
| 통산 | 3시즌 | 0.123 | 215  | 366  | 27   | 45   | 7     | 0     | 5    | 67   | 24   | 0    | 0    | 21   | 11   | 175  | 7    | 9    |

## 통산 기록 (투수)
| 연도 | 팀명  | 평균자책점 | 경기 | 완투 | 완봉 | 승 | 패 | 세 | 홀 | 승률  | 타자 | 이닝 | 피안타 | 피홈런 | 볼넷 | 사구 | 탈삼진 | 실점 | 자책점 |
| ---- | ----- | ---------- | ---- | ---- | ---- | -- | -- | -- | -- | ----- | ---- | ---- | ------ | ------ | ---- | ---- | ------ | ---- | ------ |
| 2021 | 롯데  | 6.41       | 23   | 0    | 0    | 1  | 2  | 1  | 1  | 0.333 | 223  | 46⅓  | 62     | 4      | 24   | 0    | 27     | 36   | 33     |
| 2022 | 롯데  | 3.98       | 39   | 0    | 0    | 3  | 8  | 0  | 2  | 0.273 | 506  | 117⅔ | 125    | 8      | 37   | 3    | 123    | 55   | 52     |
| 2023 | 롯데  | 3.80       | 23   | 0    | 0    | 6  | 8  | 0  | 0  | 0.429 | 569  | 130⅓ | 140    | 5      | 42   | 5    | 114    | 61   | 55     |
| 2024 | 롯데  | 8.51       | 26   | 0    | 0    | 4  | 7  | 0  | 0  | 0.364 | 380  | 73   | 114    | 15     | 47   | 5    | 74     | 73   | 69     |
| 통산 | 4시즌 | 5.12       | 111  | 0    | 0    | 14 | 25 | 1  | 3  | 0.359 | 1678 | 367⅓ | 441    | 32     | 150  | 13   | 338    | 225  | 209    |